# Aneura
Aneura ist eine Gattung thallöser, also unbeblätterter Lebermoose.

## Merkmale
Die Thalli der Moose dieser Gattung sind fettglänzend, starr, dicklich und leicht zerbrechlich, in der Mitte 6 bis 20 Zellschichten dick, 2 bis 10 Millimeter breit und nicht oder wenig und unregelmäßig verzweigt. In allen Epidermiszellen sind kleine Ölkörper vorhanden, pro Zelle können es 6 bis 60 sein. Die meisten Arten sind diözisch. Männliche Pflanzen sind kleiner als weibliche. Eine asexuelle Fortpflanzung fehlt. Die Arten dieser Gattung wachsen auf mehr oder weniger dauernd feuchtem Untergrund wie feuchten oder sumpfigen Böden, auf morschem Holz, Humus und Felsen.

## Arten
Die Gattung umfasst weltweit etwa 15 Arten. In Mitteleuropa vorkommende Arten sind:
- Fettglänzendes Ohnnervmoos (Aneura pinguis)
- Aneura maxima